# Parco nazionale di Betla
Il parco nazionale di Betla è un'area naturale protetta indiana che si trova nello Stato di Jharkhand. È stato istituito nel 1986 e occupa una superficie di 23.167 ettari.